# Su Su Su Super Ki Re i
"Su Su Su Super キ・レ・イ" (Rōmaji: "Kirei" significa "linda") é o primeiro single do álbum Everybody Jam!, sendo incluido apenas na versão japonesa do álbum. A canção foi gravada no Japão junto a músicos japoneses e lançada lá como forma de divugar cosméticos, através de propagandas. A canção foi seu single de maior sucesso no Japão, alcançando a posição #16. Isso é particularmente extraordinário no Japão, onde apenas cerca de 20 singles ou menos de artistas estrangeiros atingiram o Top 20 entre 1995 e 2003. A canção é baseada em uma série de laços cativantes de letras de festa. O B-side do single é um solo de piano cover da música de Elvis Presley "Love Me Tender", chamado de "L.A. Unplugged Mix".
Os comerciais apresentam uma mistura ligeiramente diferente da faixa e inclui Scatman falando japônes e promovendo o produto em uma variedade de situações, interagindo com artistas japoneses. Havia quatro comerciais diferentes no total, sendo o 2º e o 4º pequenas variações do 1º e 3º.
Também existe um vídeo para essa faixa. Começa com Scatman produzindo um ramo de flores como um truque de mágica, então passa a mostrar Scatman andando em círculos em um triciclo em miniatura. Mais tarde as últimas cenas mostram Scatman dançando em uma cozinha CGI e em um cenário que parece um porão.

## Faixas
| N.º | Título                                             | Duração |  |
| 1.  | "Su Su Su Super キ・レ・イ" (Radio Edit)           | 3:59    |  |
| 2.  | "Su Su Su Super キ・レ・イ" (All Night Long Mix)   | 5:32    |  |
| 3.  | "Su Su Su Super キ・レ・イ" (Karaoke)              | 3:57    |  |
| 4.  | "Scatman (Ski-Ba-Bop-Ba-Dop-Bop)" (Extended Radio) | 5:11    |  |
| 5.  | "Love Me Tender" (L.A. Unplugged Mix)              | 4:04    |  |

## Créditos
- Teclado: Tsugutoshi Goto
- Sintetizador: Mituji Horikawa
- Guitarra elétrica: Masaki Suzukawa
- Teclado: Haruo Togasi
- Refrão: Mai Yamane
- Produzido por Tsugutoshi Goto
- Gravado por Masahiko Kokubo
- Mixado por Yosinori Kaji
- Design da capa por Akihiro Ijima

## Desempenho nas paradas musicais
| Parada musical (1996) | Melhor posição |
| --------------------- | -------------- |
| Japão (Oricon)        | 16             |